# Брисје
Брисје (фр. Brussieu) насеље је и општина у источној Француској у региону Рона-Алпи, у департману Рона која припада префектури Лион.
По подацима из 2011. године у општини је живело 1210 становника, а густина насељености је износила 179,53 становника/km². Општина се простире на површини од 6,74 km². Налази се на средњој надморској висини од 420 метара (максималној 599 m, а минималној 297 m).

## Демографија
| 1962. | 1968. | 1975. | 1982. | 1990. | 1999. | 2011. |
| ----- | ----- | ----- | ----- | ----- | ----- | ----- |
| 475   | 506   | 445   | 612   | 641   | 752   | 1.210 |

График промене броја становника у току последњих година